# Massif de Benna
Pour les articles homonymes, voir Benna.
Le massif de Benna est un massif montagneux guinéen situé au nord-est de la ville de Forécariah, et dont le point culminant est le mont Benna (1 214 m).
Il est le massif le plus au sud de la Guinée occidentale, voisin de quelques kilomètres de la frontière avec la Sierra Leone.

## Géologie
Le Benna peut être perçu comme un contrefort sud-ouest du massif du Fouta-Djalon ; c'est le premier rempart naturel depuis l'océan et le golfe de Guinée.
Sa roche principale est le grès, conférant à toute cette région ses falaises abruptes (par érosion).

## Environnement
Son écologie est typique des monts de plaines côtières ouest-africaines. Au pied du massif (0 à environ 200 m d'altitude) on trouve une végétation équatoriale plutôt dense et luxuriante.
À partir de 600 mètres d'altitude, les grands arbres sont plus représentés, mais leur taille décroît au-delà de 900 mètres d’altitude. À partir de 1 000 mètres, les dalles rocheuses sont plus visibles, souvent couvertes par des tapis herbacés plus ou moins denses.

## Hydrographie
Grâce à ses falaises et son relief abrupt, le massif de Benna est une source importante de pluies venant de l'Atlantique : la région de Kindia reçoit annuellement plus de 2 000 mm d'eau, donnant naissance à un système de delta et de zones humides précieux pour l'écosystème local.

## Agriculture
Les cultures typiques de la région du mont Benna sont le petit piment et l'orange. Le piment a l'avantage de pouvoir être cultivé aussi bien en vallée que sur des terrasses ou replats un peu escarpés. Le pois d'Angole y est utilisé en jachère, comme engrais vert.